# Même âge, même adresse
Même age, même adresse est une série télévisée française en 30 épisodes de 48 minutes créée par Pascale Breugnot et Loïc Belland , diffusée  du 4 juin 2003 au 17 novembre 2004  sur M6, puis rediffusée sur Fun TV.

## Synopsis
La vie quotidienne de quatre jeunes qui habitent le même immeuble.

## Distribution
- Justine Bruneau de la Salle : Manon de Sévin
- Barbara Cabrita : Jane Mac Donald
- Mickaël Collart : Thibault Gérard
- Frank Geney : Mike Mac Donald
- Jean-Michel Leray : Antoine Lerieux
- Antoine Coesens : Denis Gérard
- Sandra Lou

## Saisons
Première saison (2003)
1. Révélations
2. Complications
3. Continuations
4. Explications
5. Émancipations
6. Aggravations
7. Déflagrations
8. Liquidations
9. Évacuations
10. Exhibitions
11. Compositions
12. Récréations
13. Libérations
14. Implications
15. Transformations

Deuxième saison (2004)
1. Provocations
2. Présentations
3. Mystifications
4. Amplifications
5. Convocations
6. Animations
7. Expérimentations
8. Partitions
9. Sanctions
10. Déclarations
11. Attractions
12. Réputations
13. Hésitations
14. Accusations
15. Agitations